# A Gucci-ház
A Gucci-ház (House of Gucci) 2021-ben bemutatott amerikai életrajzi-bűnügyi film Ridley Scott rendezésében, melyet Sara Gay Forden 2001-es The House of Gucci: A Sensational Story of Murder, Madness, Glamour, and Greed (A Gucci ház: egy szenzációs gyilkosság, őrület, ragyogás és kapzsiság) című könyve alapján készített el. A film Patrizia Reggiani (Lady Gaga) és Maurizio Gucci (Adam Driver) történetét követi nyomon, amint románcuk a Gucci olasz divatmárka irányításáért folytatott harcba torkollik. A filmben Al Pacino, Jared Leto, Jack Huston, Reeve Carney, Salma Hayek és Jeremy Irons is szerepel.
Scott filmet akart készíteni a Gucci-dinasztiáról, miután a 2000-es évek elején megszerezte Forden könyvének jogait. A projektben több éven át nem történt előrehaladás, számos rendezőt és színészt hírbe hoztak, mielőtt Scott és Gaga 2019 novemberében hivatalosan is becsatlakoztak. A fennmaradó szereplők nagy része a következő nyáron csatlakozott, a forgatási munkálatok pedig 2021 februárjától májusáig zajlottak Olaszország különböző részein a Covid19-járvány alatt.
Világpremierjét a londoni Odeon Luxe Leicester Square-ben tartották 2021. november 9-én, míg az Egyesült Államokban 2021. november 24-én mutatták be a mozikban. A film vegyes fogadtatásban részesült a kritikusok felől, akik leginkább Gaga és Leto színészi játékát méltatták, de kritizálták a forgatókönyvet és a filmben szereplő akcentusokat. Patrizia Reggiani alakításáért Gaga egy-egy jelölést kapott A legjobb színésznő kategóriában a 75. BAFTA-, a 27. Critics’ Choice-, a 79. Golden Globe-, és a 28. Screen Actors Guild-gálákon, míg Jared Leto A legjobb férfi mellékszereplő kategóriában érdemelt ki jelölést a Critics’ Choice- és a Screen Actors Guild-gálákon. A filmet Oscar-díjra jelölték A legjobb smink kategóriában a 94. Oscar-gálán. A Gucci-ház világszerte több mint 154 millió dolláros bevételt termelt.

## Cselekmény
|  | Alább a cselekmény részletei következnek! |

1978-ban Patrizia Reggiani egy fiatal, vonzó olasz nő irodavezetőként dolgozik apja kis teherszállító cégénél. Egy bulin Patrizia találkozik Maurizio Guccival, egy egyetemi joghallgatóval, aki apja, Rodolfo révén a Gucci divatház 50%-os érdekeltségének örököse. Patrizia erősen érdeklődni kezd a férfi iránt, aki végül szerelembe is esik vele. Rodolfo figyelmezteti Mauriziót, hogy Patrizia csak a pénzére vágyik, és közli Maurizióval, hogy elveszíti örökségét, ha feleségül veszi Patriziát; Maurizio Patriziát választja az üzlet helyett, és elhagyja családját. Patrizia és Maurizio összeházasodnak, Maurizio pedig a Reggiani fuvarozó cégnél vállal munkát. Amikor Patrizia teherbe esik, gyermekét a családi megbékélés útjának tekinti. Elárulja Maurizio nagybátyjának, Aldónak, hogy gyermeket vár; Aldo örül a hírnek, és szárnyai alá veszi a házaspárt. Aldo bemutatja Patriziát eszetlen fiának, Paolonak, aki tehetségtelensége ellenére a Gucci tervezője szeretne lenni. Aldónak köszönhetően Maurizio és a halálosan beteg Rodolfo kibékül nem sokkal az utóbbi halála előtt. Rodolfo visszaírja Mauriziót végrendeletébe, de halála előtt nem írja alá a Gucci-részvények átruházásáról szóló dokumentumot. Patrizia meghamisítja Rodolfo aláírását, így Maurizio 50%-os részesedést szerez a Gucciban.
Patrizia összeesküvést kezd szőni további részesedések megszerzésére, Aldo és Paolo részvényeinek megvásárlásával (a másik 50%-os részesedéssel ők ketten rendelkeznek). Összetűzésbe kerül Aldóval a cég olcsó, „hamis” Gucci-termékek feketepiaci értékesítése miatt, és tanácsért Giuseppina „Pina” parafenoménhez fordul. Manipulálja Mauriziót, akit nem igazán érdekel a Gucci, hogy aktívabb szerepet vállaljon a cégen belül. Paolo bizonyítékot szerez arról, hogy Aldo adót csalt az Egyesült Államokban; átadja a bizonyítékot Patriziának, cserébe annak ígéretéért, hogy megtervezheti saját termékeit. Aldót letartóztatja az adóhivatal, és börtönbüntetésre ítélik. Patrizia hazudik az olasz rendőrségnek, és elmondja nekik, hogy Paolo nem jogosult a Gucci védjegy használatára; a rendőrség erőszakkal leállítja a divatbemutatóját. Patrizia és Maurizio megkérik Paolót, hogy adja el nekik a részvényeit, de a férfi visszautasítja őket, és megszakad köztük a kapcsolat.
Az olasz rendőrség felkutatja Maurizio házát, és megpróbálja letartóztatni Mauriziót Rodolfo aláírásának meghamisítása miatt. Maurizio családja Svájcba menekül, ahol Maurizio találkozik régi barátjával, Paola Franchival. Maurizio és Patrizia vitája után Maurizio úgy dönt, hogy belefáradt felesége önmagára és a társaságra gyakorolt befolyásába. Megparancsolja feleségének és lányának, hogy térjenek vissza Olaszországba, majd Maurizio viszonyt kezd Paolával, amit Pina látszólag érzékel. Amikor Maurizio üzleti tervei kárt okoznak a cégnek, segítséget kér az Investcorp részvénytársaságtól, amelyen keresztül egy olyan tervet dolgoz ki, amellyel megszerezheti a cég részvényeit az immár elszegényedett Paolótól. Aldo kiszabadul a börtönből, és azonnal rájön, mit tett Paolo. Amikor az Investcorp felajánlja Aldo kivásárlását, visszautasítja mindaddig, amíg Maurizio fel nem fedi magát az ügylet felbujtójaként. Aldo csalódottan eladja a részvényeket, és megszakítja a kapcsolatot Maurizióval.
Patrizia megpróbál kibékülni Maurizióval, de a férfi határozottan figyelmen kívül hagyja őt. Később asszisztensén, Domenico De Solén keresztül arra kéri Patriziát, hogy váljanak el, amit a nő visszautasít. Maurizio felveszi a feltörekvő tervezőt, Tom Fordot, hogy egy új termékvonalon keresztül újjáéleszthesse a cég imázsát. Ford termékei sikeresek, de Maurizio olyan rosszul irányította a céget, hogy 1997-re az Investcorp vezetői késztetést éreztek arra, hogy kivásárolják őt, és Forddal és De Sole-lal helyettesítsék. Patrizia végül annyira feldühödik Maurizio miatt, hogy megkéri Pinát, segítsen neki megölni a férfit. Pina bemutatja Patriziát két bérgyilkosnak. Néhány nappal később a bérgyilkosok fényes nappal agyonlövik Mauriziót az irodája előtt.
A zárójelenet a karakterek sorsát írja le: Aldo 1990-ben prosztatarákban, míg Paolo szegénységben halt meg nem sokkal azután, hogy részvényeiket eladták Mauriziónak. Patriziát, Pinát és a bérgyilkosokat hosszú börtönbüntetésre ítélték, miután letartóztatták őket gyilkosság miatt. A Guccit teljesen felvásárolta az Investcorp, és sikeresen kezeli a jelenben is; a Gucci-család egyetlen tagja sem maradt a cégnél.
|  | Itt a vége a cselekmény részletezésének! |

## Szereplők
| Szerep                     | Színész                | Magyar hangja (1. szinkron) |
| -------------------------- | ---------------------- | --------------------------- |
| Patrizia Reggiani          | Lady Gaga              | Szilágyi Csenge             |
| Maurizio Gucci             | Adam Driver            | Zámbori Soma                |
| Paolo Gucci                | Jared Leto             | Görög László                |
| Rodolfo Gucci              | Jeremy Irons           | Rosta Sándor                |
| Giuseppina „Pina” Auriemma | Salma Hayek            | Pikali Gerda                |
| Aldo Gucci                 | Al Pacino              | Dörner György               |
| Sophia Loren               | Mădălina Diana Ghenea  | Csúz Lívia                  |
| Domenico De Sole           | Jack Huston            | Mészáros Béla               |
| Tom Ford                   | Reeve Carney           | Rada Bálint                 |
| Paola Franchi              | Camille Cottin         | Erdős Borcsa                |
| Fernando Reggiani          | Vincent Riotta         | Gubányi György István       |
| Silvana Reggiani           | Alexia Muray           | Csúz Lívia                  |
| Alessandra Gucci           | Mia McGovern Zaini     |                             |
| Jenny Gucci                | Florence Andrews       | Andrádi Zsanett             |
| Nemir Kirdar               | Youssef Kerkour        | Törköly Levente             |
| Said                       | Mehdi Nebbou           | Bercsényi Péter             |
| Omar                       | Miloud Mourad Benamara |                             |
| Karl Lagerfeld             | Antonello Annunziata   |                             |
| Anna Wintour               | Catherine Walker       | Csuha Borbála               |
| Richard Avedon             | Martino Palmisano      |                             |

## Gyártás

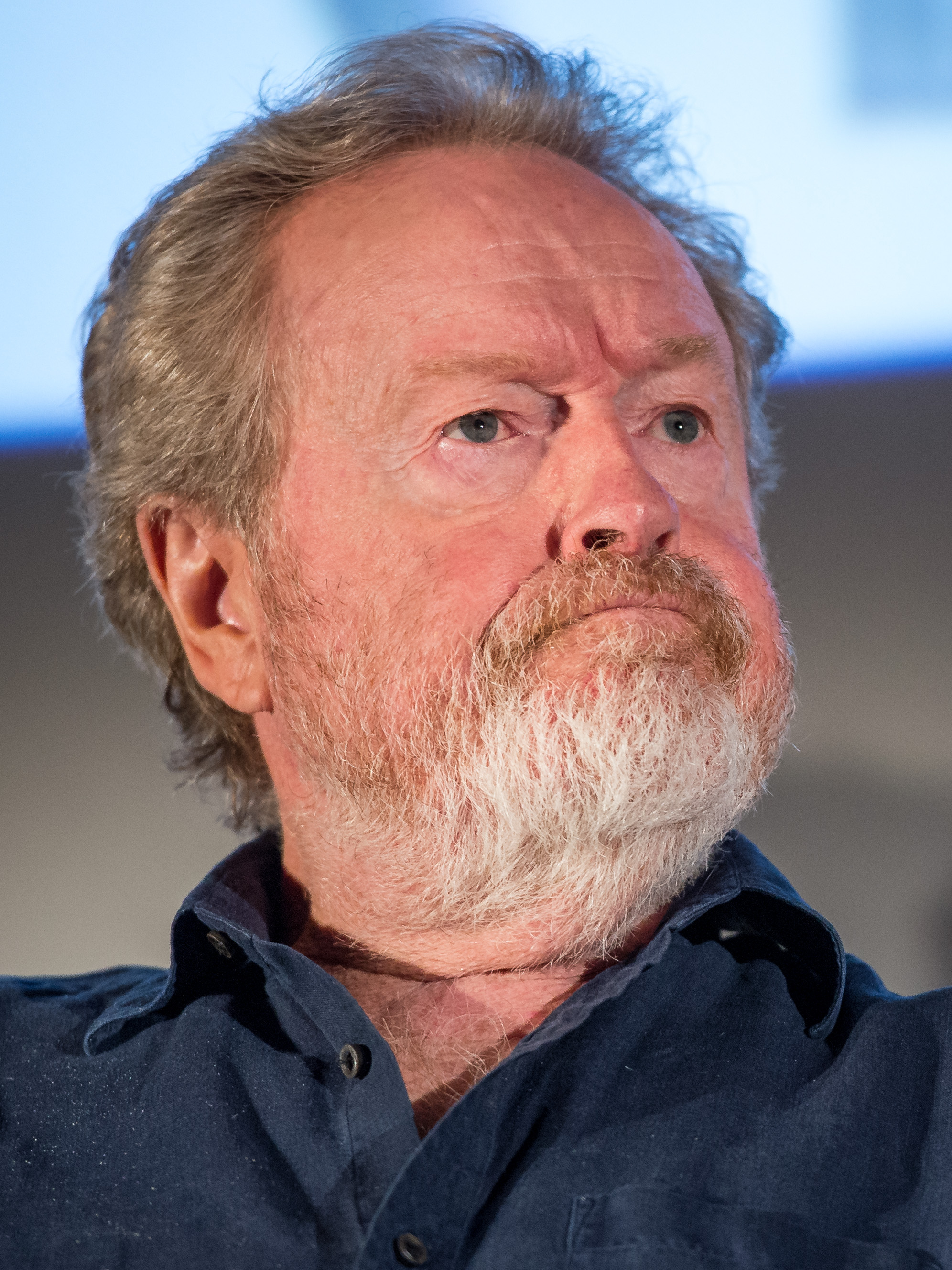
Ridley Scott, A Gucci-ház rendezője

### Előkészületek
2006 júniusában a tervek szerint Ridley Scott rendezett volna a Gucci-dinasztia hanyatlásáról egy filmet, melynek forgatókönyvét Andrea Berloff írta volna meg a Gucci család ellenvetései dacára is. A főszerepet sajtóhírek szerint eredetileg Angelina Jolie (Patrizia Reggiani) és Leonardo DiCaprio (Maurizio Gucci) kapták. 2012 februárjában Scott lánya, Jordan Scott leváltotta apját a rendezői székben, és Penélope Cruzzal tárgyalt Reggiani szerepével kapcsolatban. 2016 novemberében Vóng Ká-vaj vette át a film rendezését Jordan Scott-tól és bevonta a forgatókönyvírásba Charles Randolphot. Reggiani szerepére ekkor Margot Robbie-t tervezték felkérni. 2019 novemberében Ridley Scott rendezőként visszatért a projektbe Roberto Bentivegna forgatókönyvíróval, míg Lady Gaga megkapta Reggiani szerepét.

### Szereposztás
2019 novemberében Lady Gaga megkapta Reggiani szerepét. 2020 áprilisában a Metro-Goldwyn-Mayer megvásárolta a filmes jogokat. Augusztusig Adam Driver, Jared Leto, Al Pacino, Robert De Niro, Jack Huston és Reeve Carney tárgyalásokba kezdtek a filmben történő szerepléssel kapcsolatban. Októberben Driver, Leto, Al Pacino és De Niro csatlakoztak a stábhoz. Huston és Carney beválogatását decemberben erősítették meg Jeremy Irons szereposztásával és De Niro kilépésével együtt. Dariusz Wolski ugyanabban a hónapban bejelentette operatőrként való részvételét. 2021 januárjában Camille Cottin, majd márciusban Mădălina Diana Ghenea is csatlakozott a stábhoz.

### Forgatás
2020 augusztusában a Deadline Hollywood arról számolt be, hogy a forgatás várhatóan akkor kezdődik, amikor Scott befejezi a The Last Duel (2021) című filmjének munkálatait. 2021. február 3-án a Varietynek adott interjúban Leto elmondta, hogy a film még az előkészítés fázisában van, és a következő hetekben kezdik el forgatni Olaszországban. A forgatási munkálatok végül 2021 február végén kezdődtek meg Rómában. Március elején számos jelenetet forgattak Gressoney-Saint-Jean és Gressoney-La-Trinité városában, illetve Valle d’Aosta régió hegyvidéki területein. A forgatás az ország más helyszínein is zajlott, például Firenzében, a Comói-tónál és Milánóban. Március végén a stáb visszatért Rómába, hogy felvegyenek néhány jelenetet a Via Condottin. A forgatási munkálatok 2021. május 8-án fejeződtek be.

## Megjelenés és marketing
Világpremierjét a londoni Odeon Luxe Leicester Square-ben tartották 2021. november 9-én, míg az Egyesült Államokban 2021. november 24-én, az Egyesült Királyságban november 26-án mutatták be a mozikban a nagyközönség előtt. A mozis premiert követően a film felkerül a Paramount+ streaming szolgáltató platformjára is.
A United Artists Releasing a 2021-es nyári olimpiai játékok idején adta ki a film első előzetesét. A filmet Twitteren, Instagramon, YouTube-on és Facebookon népszerűsítő közösségi oldalaknak összesen 415,4 millió követője volt, ebből 234 millió követővel a szereplőgárda rendelkezett. Összességében a marketingkampány legalább 1,2 milliárd megjelenítést és 407 millió online megtekintést eredményezett. A marketing stratégia magában foglalta a rádiós, közösségi és jegyértékesítő partnerségeket, televíziós spotokat és promóciókat a TikTokon, a Twitteren és a Snapchaten. A mozikban olyan filmek vetítésén tűnt fel az előzetes, mint a Respect, a Kedves Evan Hansen, a Venom 2. – Vérontó, a 007 Nincs idő meghalni, a Gyilkos Halloween, Az utolsó párbaj, és az Örökkévalók. November 25-ig a United Artists Releasing 12,8 millió dollárt költött a filmet népszerűsítő televíziós reklámokra.

### Streaming és Blu-ray
A Gucci-ház 2022. február 1-jén vált elérhetővé a streaming szolgáltatók platformján. Ultra HD Blu-ray, Blu-ray és DVD formátumban február 22-én jelent meg.

## Fogadtatás

### Bevételek
2022. március 18-ig bezárólag a film az Egyesült Államokban és Kanadában 53,8 millió dollárt, egyéb országokban mintegy 101 millió dollárt termelt, ami világszerte összesen 154,8 millió dolláros bevételt jelent.
Az Egyesült Államokban és Kanadában A Gucci-ház egy időben került bemutatásra az Encanto és A kaptár – Raccoon City visszavár című filmekkel. A szakértők 15-20 millió dollárra becsülték a film bevételét a nyitóhétvége során. A kedd esti premier előtti vetítésekből 1,3 millió dollár bevételt termelt. A filmet 2021. november 24-én, szerdán mutatták be országszerte, és az első napon 4,2 millió dollárt hozott az előző napi premier előtti vetítések bevételével együtt. Öt nap alatt 21,8 millió dollárt termelt. A film megtekintésének fő oka Lady Gaga (40%), a szereplőgárda (32%) és a cselekmény (34%) volt. A közönség 45%-a 18 és 34 év közötti, 34%-a 45 év feletti volt, ami az átlagosnál magasabb eredmény egy idősebb közönséget célzó drámafilm esetében a Covid19-világjárvány idején. A megjelenését követő második héten 6,77 millió dollár bevételt hozott.
Az Egyesült Államokon és Kanadán kívül a film a nyitóhétvégén 12,8 millió dollárt hozott 40 nemzetközi piacról; az első öt napban a legkiemelkedőbb országok az Egyesült Királyság (3,4 millió dollár), Franciaország (1,9 millió dollár), Mexikó (975 000 dollár), Spanyolország (795 000 dollár) és Hollandia (629 000 dollár) voltak. Második hetén 14,8 millió dollár, harmadik hetén 10,1 millió dollár bevétel folyt be 60 nemzetközi piacról. Negyedik hetén 4,1 millió dollárt hozott, illetve világszerte átlépte a 100 millió dolláros bevételi határt.

### A kritikusok véleménye

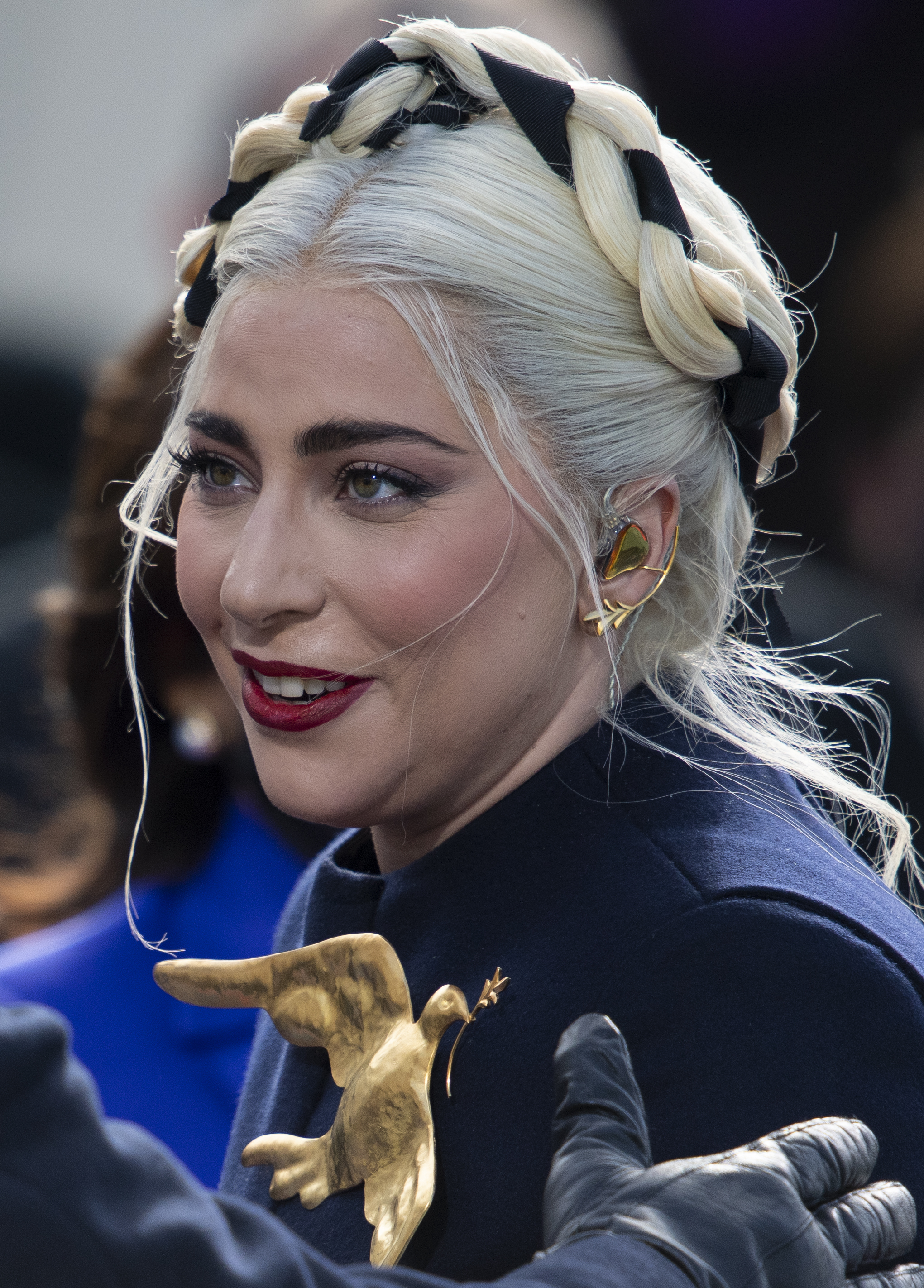
Patrizia Reggiani alakításáért Lady Gaga számos dicséretet kapott a kritikusoktól

A kritikákat összesítő Rotten Tomatoes weboldalon 264 vélemény alapján 61%-ot kapott a film, 10/6,1-es átlagpontszámmal. A kritikusok egyöntetűen dicsérték Lady Gaga színészi játékát, de a filmmel kapcsolatban több negatív véleményt is megfogalmaztak. A hasonló felépítésű Metacritic oldalon 59 pontot kapott a film a maximális 100-ból 57 kritika alapján, így a „megosztó vagy átlagos” kategóriába került. A közönség által pontozott CinemaScore oldalon „B+” értékelést kapott az A+ és F közötti skálán, míg a PostTrak mérése alapján a közönség 82%-a pozitívan nyilatkozott a filmről és 60% ajánlaná is másoknak a megtekintését. A Deadline Hollywood megállapította, hogy erős szakadék van a kritikusok és a közönség között, és azt írta: „Úgy tűnik, a mozilátogatók túlerőben vannak.” A Screen Rant megjegyezte, hogy bár a film vegyes kritikákat kapott a kritikusoktól, a színészek alakítását nagyon dicsérték, különös tekintettel Lady Gagáét és Jared Letóét.
Allysia Wilkinson, a Vox-tól vegyes értékelést adott a filmről, dicsérte az alakításokat, de kritizálta a forgatókönyvet és az írást: „A film, amit a trailer reklámoz, valójában egy kicsit vacakabb és vadabb, mint az igazi Gucci-ház, ami értelmetlen és kissé hülyeség lenne, ha nem láthatnánk a brilliáns alakításokat benne.” David Rooney a filmet a The Hollywood Reporternek értékelve a következőket írta: „Ridley Scott filmje egy lenyűgöző élmény, amelyet a világért sem hagytam volna ki, de túl hosszú és nem következetes, ahogy a drámai töltet és a vígopera között billeg.”
Richard Roeper, a Chicago Sun-Times munkatársa a 4 csillagból 2,5-öt adott a filmnek, és ezt írta: „Adam Driver és Lady Gaga között működött a kémia, és még mindig öröm látni, ahogy Al Pacino télen oroszlánként ordít. De Hayek és Irons kartonpapír-vékony karaktereket játszanak, Leto úgy hebeg, mintha egy saját filmjében lenne, a Gucci-ház pedig erősen számítónak érződik ahelyett, hogy botrányosan szenzációhajhász lenne.”
Gaga olasz akcentusát kritikával fogadta az olasz színésznő és dialektus trainer, Francesca De Martini, aki Hayek nyelvi fejlesztőjeként dolgozott a forgatáson, és azt állította, hogy Gaga akcentusa „inkább orosznak hangzik, mintsem olasznak”.

### Az érintett felek véleménye
2021 januárjában az olasz Novella 2000 magazinnak adott interjúja során Patrizia Reggiani nyilvánosan is elfogadta, hogy Gaga őt alakítsa a filmvásznon, valamint megjegyezte, hogy „rendkívül” kedveli az énekes-színésznőt és egy „zseninek” nevezte. Márciusban azonban Reggiani interjút adott az Agenzia Nazionale Stampa Associatának (ANSA), ahol kijelentette, hogy „bosszantja”, hogy Gaga nem kereste fel őt, és azt állította, hogy „ez nem pénzbeli kérdés. Egy centet sem fogok kapni a filmből. Ez csupán tisztelet kérdése.” Később ugyanabban a hónapban megerősítették, hogy a producerek nem akarták, hogy Gaga találkozzon vele és „tudatában vannak annak, hogy nem akarják támogatni a szörnyű bűncselekményt”, amit Reggiani elkövetett, mondván, hogy Gaga sok könyvet olvasott el az életéről és számos felvételt és dokumentumfilmet nézett meg róla.
Maurizio Gucci másodunokatestvére, Patricia Gucci az Associated Pressnek elmondta a Gucci család nevében, hogy „igazán csalódottak” a film miatt. „Egy család identitását lopják el, hogy profitot szerezzenek, és növeljék a Hollywood bevételét.” Hozzátette: „családunknak van egy identitása, magánszférája. Mindenről beszélhetünk, de van egy határ, amit nem lehet átlépni.” Patricia szerint a család három központi aggodalma a kapcsolattartás hiánya Ridley Scott-tal, a számos pontatlanság az alapműnek számító könyvben, valamint a neves színészek szerepeltetése olyan emberek szerepében, akiknek semmi közük nem volt a gyilkossághoz. Azt is elmondta, hogy a Gucci család az elkészült film megtekintése után eldönti, mi lesz a következő lépésük. Scott visszautasította állításait, mondván: „Emlékeztetnék mindenkit, hogy egy Guccit megöltek, egy másik pedig börtönbe került adócsalás miatt, szóval nekem ne mondja senki, hogy én ebből nyerészkedem. Mert amint valaki ilyesmit csinál, akkor az rögtön közkinccsé válik.”
Tom Ford az Air Mail cikkében kijelentette, hogy „úgy érezte magát, mintha hurrikánt élt volna át, amikor elhagyta a színházat”, mondván, hogy annak ellenére, hogy néhány alkalommal nevetett, „nehezére esett látni a humort és a szándékos túlzásokat valamiben, ami annyira véres volt. A való életben egyik része sem volt tréfa. Néha abszurd volt, de végezetül tragikus.” Ford dicsérte a legtöbb színész alakítását, bár kritizálta Pacino és Leto teljesítményét, összehasonlítva őket a Saturday Night Live előadóival, majd utóbbihoz hozzátette: „Paolo, akivel többször találkoztam, valóban különc volt, és furcsa dolgokat művelt, de általános viselkedése egyáltalán nem hasonlított Leto előadásának őrült és szellemileg megkérdőjelezhetőnek tűnő karakteréhez.” Bár nem kommentálta közvetlenül a filmben játszott szerepét vagy Reeve Carney alakítását, Ford megjegyezte, hogy voltak pontatlanságok vele és Maurizióval kapcsolatban, mivel a cég már azelőtt kivásárolta őt, hogy Ford a Gucci kreatív igazgatójává vált volna.

## Díjak
| Díj                                           | Díjátadás dátuma   | Kategória                        | Jelölt(ek)                                                                               | Eredmény | Forr.  |
| --------------------------------------------- | ------------------ | -------------------------------- | ---------------------------------------------------------------------------------------- | -------- | ------ |
| Detroit Film Critics Society                  | 2021. december 6.  | Legjobb férfi mellékszereplő     | Jared Leto                                                                               | Jelölve  | [ 54 ] |
| Detroit Film Critics Society                  | 2021. december 6.  | Legjobb színészgárda             | A Gucci-ház                                                                              | Jelölve  | [ 54 ] |
| Washington D.C. Area Film Critics Association | 2021. december 6.  | Legjobb női főszereplő           | Lady Gaga                                                                                | Jelölve  | [ 55 ] |
| St. Louis Film Critics Association            | 2021. december 19. | Legjobb női főszereplő – Dráma   | Lady Gaga                                                                                | Jelölve  | [ 56 ] |
| St. Louis Film Critics Association            | 2021. december 19. | Legjobb férfi mellékszereplő     | Jared Leto                                                                               | Jelölve  | [ 56 ] |
| St. Louis Film Critics Association            | 2021. december 19. | Legjobb jelmeztervezés           | Janty Yates                                                                              | Jelölve  | [ 56 ] |
| Palm Springs International Film Festival      | 2022. január 6.    | Ikon-díj                         | Lady Gaga                                                                                | Elnyerte | [ 57 ] |
| Golden Globe Awards                           | 2022. január 9.    | Legjobb női főszereplő – Dráma   | Lady Gaga                                                                                | Jelölve  | [ 58 ] |
| Screen Actors Guild Awards                    | 2022. február 27.  | Legjobb női főszereplő           | Lady Gaga                                                                                | Jelölve  | [ 59 ] |
| Screen Actors Guild Awards                    | 2022. február 27.  | Legjobb férfi mellékszereplő     | Jared Leto                                                                               | Jelölve  | [ 59 ] |
| Screen Actors Guild Awards                    | 2022. február 27.  | Legjobb szereplőgárda (mozifilm) | A Gucci-ház                                                                              | Jelölve  | [ 59 ] |
| Hollywood Critics Association                 | 2022. február 28.  | Legjobb női főszereplő           | Lady Gaga                                                                                | Jelölve  | [ 60 ] |
| Hollywood Critics Association                 | 2022. február 28.  | Legjobb jelmeztervezés           | Janty Yates                                                                              | Jelölve  | [ 60 ] |
| Hollywood Critics Association                 | 2022. február 28.  | Legjobb haj & smink              | Frederic Aspiras, Jana Carboni, Giuliano Mariano, Göran Lundström and Sarah Nicole Tanno | Jelölve  | [ 60 ] |
| Critics’ Choice Movie Awards                  | 2022. március 13.  | Legjobb női főszereplő           | Lady Gaga                                                                                | Jelölve  | [ 61 ] |
| Critics’ Choice Movie Awards                  | 2022. március 13.  | Legjobb férfi mellékszereplő     | Jared Leto                                                                               | Jelölve  | [ 61 ] |
| Critics’ Choice Movie Awards                  | 2022. március 13.  | Legjobb jelmeztervezés           | Janty Yates                                                                              | Jelölve  | [ 61 ] |
| Critics’ Choice Movie Awards                  | 2022. március 13.  | Legjobb haj & smink              | Frederic Aspiras, Jana Carboni, Giuliano Mariano, Göran Lundström and Sarah Nicole Tanno | Jelölve  | [ 61 ] |
| British Academy of Film and Television Arts   | 2022. március 13.  | Legjobb brit film                | A Gucci-ház                                                                              | Jelölve  | [ 62 ] |
| British Academy of Film and Television Arts   | 2022. március 13.  | Legjobb női főszereplő           | Lady Gaga                                                                                | Jelölve  | [ 62 ] |
| British Academy of Film and Television Arts   | 2022. március 13.  | Legjobb haj & smink              | Frederic Aspiras, Jana Carboni, Giuliano Mariano, Göran Lundström, Sarah Nicole Tanno    | Jelölve  | [ 62 ] |
| New York Film Critics Circle                  | 2022. március 16.  | Legjobb női főszereplő           | Lady Gaga                                                                                | Elnyerte | [ 63 ] |
| Oscar-díj                                     | 2022. március 27.  | Legjobb haj & smink              | Göran Lundström, Anna Carin Lock, Frederic Aspiras                                       | Jelölve  | [ 64 ] |
| Satellite Awards                              | 2022. április 2.   | Legjobb női főszereplő – Dráma   | Lady Gaga                                                                                | Jelölve  | [ 65 ] |
| Satellite Awards                              | 2022. április 2.   | Legjobb férfi mellékszereplő     | Jared Leto                                                                               | Jelölve  | [ 65 ] |

## Magyarul
- Sara Gay Forden: A Gucci-ház. Igaz történet gyilkosságról, őrületről, csillogásról és kapzsiságról; ford. Sándor Alexandra Valéria; Könyvmolyképző, Szeged, 2021 (Arany pöttyös könyvek)

## Fordítás
Ez a szócikk részben vagy egészben  a   House of Gucci című angol Wikipédia-szócikk fordításán alapul.  Az eredeti cikk szerkesztőit annak laptörténete sorolja fel. Ez a jelzés csupán a megfogalmazás eredetét és a szerzői jogokat jelzi, nem szolgál a cikkben szereplő információk forrásmegjelöléseként.